# Chah-e-Zindeh
 (juillet 2017).
Si vous disposez d'ouvrages ou d'articles de référence ou si vous connaissez des sites web de qualité traitant du thème abordé ici, merci de compléter l'article en donnant les références utiles à sa vérifiabilité et en les liant à la section « Notes et références ».
Chah-e-Zindeh (en ouzbek : Shohizinda ; en persan : شاه زنده, ce qui signifie « Le roi vivant »), ou Shah-i-Zinda, est un ensemble de mausolées et de mosquées, notamment construits au XIVe et XVe siècles, situé au nord-est de Samarcande en Ouzbékistan. Le site se trouve au sud de la nécropole qui occupe la partie méridionale de la colline d'Afrosyab et qui comprend plusieurs cimetières, dont un cimetière juif et des mausolées plus récents, parmi lesquels figure celui d'Islam Karimov.
Les plus anciens édifices datent du XIe siècle, les plus renommés étant les mausolées de Touman Aka (1405) et de Koutloug Aka (1361), deux des épouses de Tamerlan. Les façades des portails sont généralement richement décorées : céramiques émaillées et sculptées, briques émaillées, inscriptions calligraphiques en arabe et en persan, dessins floraux et géométriques.
Depuis 2021, cet ensemble est intégré au périmètre de la zone archéologique d'Afrosyab, élément du site Samarkand, carrefour de cultures, classée au patrimoine mondial de l'UNESCO.

## Histoire
Dans ce secteur, en périphérie de la cité d'Afrosyab, un ancien souverain devenu "seigneur de l'au-delà" et roi vivant, fut peut être honoré par des populations sogdiennes.
L'islamisation du site est ensuite faite par l'intermédiaire de Koussam Ibn Abbas, cousin de Mahomet, dont l'hagiographie veut qu'il ait subi ici le martyre de zoroastriens mécontents de le voir convertir leurs coreligionnaires.
Des personnalités importantes se firent ensuite inhumer auprès du tombeau de ce saint personnage, afin de bénéficier de sa bénédiction.
À l’exception de la sépulture de Koussam Ibn Abbas, le site ne fut pas épargné par les invasions mongoles même si, aujourd'hui encore, les restes d'une mosquée du XIe siècle sont visibles.
Si l'on en croit Ibn Battouta, en 1333, « les habitants de Samarcande y viennent le soir, chaque dimanche et chaque jeudi, de même que les Tatars, qui apportent des offrandes votives [...] le tout au bénéfice de l'hospice et de la sainte sépulture »[réf. nécessaire].
La nouvelle aristocratie timouride édifie, à son tour, des mausolées sur ce site, souvent sur les ruines d'anciens monuments. En 1435, Ulugh Beg fait bâtir une entrée monumentale donnant sur l'escalier du paradis autour duquel s'organisent les différents tombeaux[réf. nécessaire].
En 1813, une medersa est construite[réf. nécessaire].
À l'époque soviétique, le site est transformé en musée de l'athéisme. Il retrouvera pèlerins (et touristes) après l'indépendance de l'Ouzbékistan.

## Description

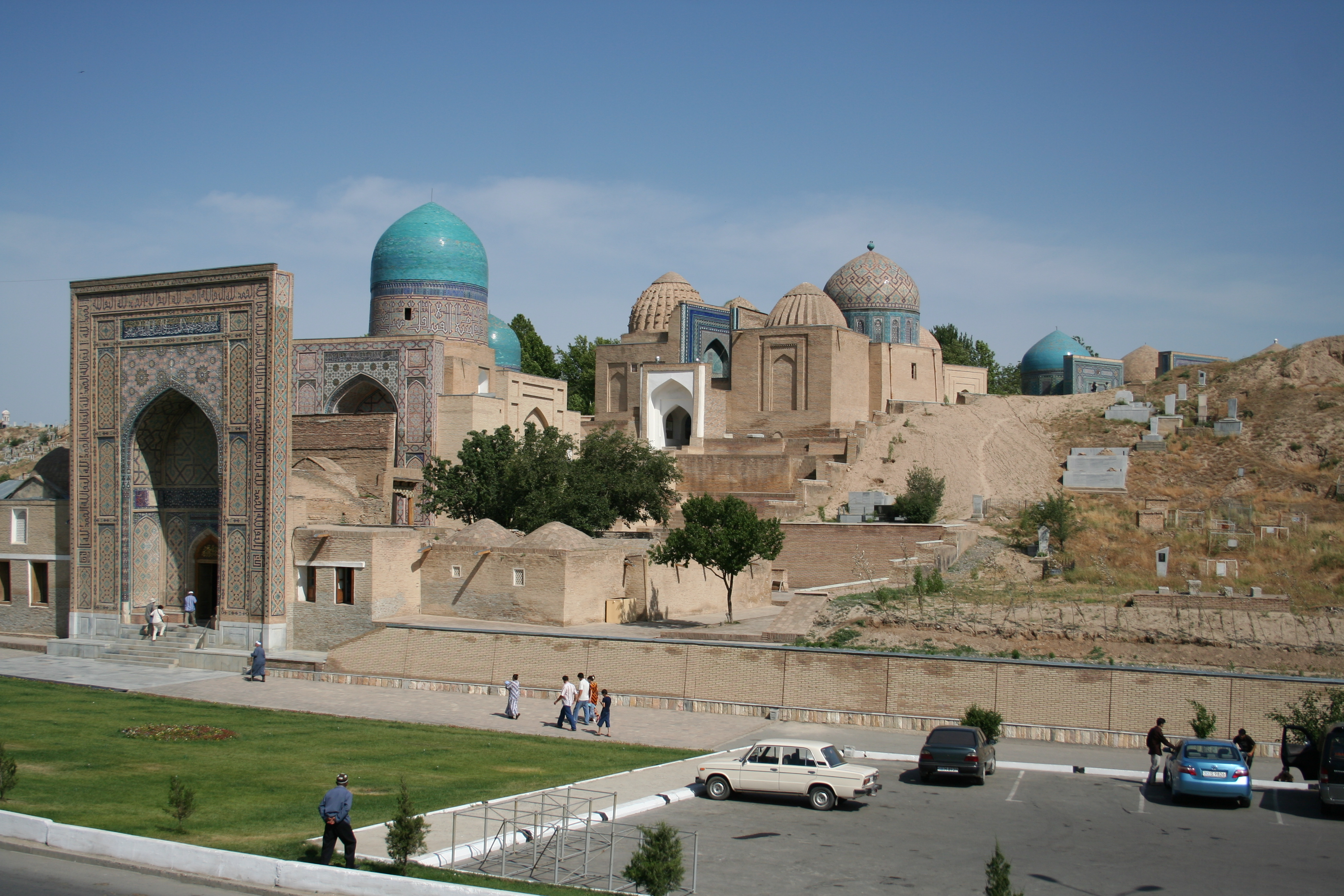
Vue générale de Chah-e-Zindeh

L'entrée de Chah-e-Zindeh se fait à son extrémité sud par le grand pishtak que fit construire Ulugh Beg. Il donne accès à l'escalier du paradis autour duquel s'organisent les mausolées.
À cette entrée se trouvent également une mosquée et la medersa Davlet Kouchbegi (1813). On trouve plus loin le vaste mausolée de Qadi-Zadeh Roumi (1420-1425), comprenant deux pièces, surmontées de hautes coupoles bleues. La plus grande des deux pièces est carrée, avec quatre iwans en croix. Le nom attribué à ce mausolée est lié au fait qu'il pouvait s'agir du tombeau de Qadi-Zadeh Roumi, astronome. On n'y a découvert, en fait, que les ossements de deux femmes.
Deux mausolées sont ensuite disposés face à face : le mausolée de l'émir Hussein (1376), et le mausolée  de l'émir Zadé (1386) avant de laisser place à deux autres mausolées à la décoration particulièrement riche : le mausolée Chadi Moulk Aka, premier édifice timouride de Samarcande, et le mausolée Chirin Bika Aka. Le mausolée Chadi Moulk Aka est celui d'une nièce de Tamerlan. Le mausolée Chirin Bika Aka est celui d'une sœur de Tamerlan ; il possède une coupole dont la base (tambour) compte 16 côtés. Les ouvertures situées sous la coupole sont fermées par un assemblage en stuc, complété par des verres de différentes couleurs. Les murs intérieurs sont finement décorés. Derrière ce mausolée se trouve le mausolée octogonal, datant du XVe siècle, dont la forme renvoie à une tradition peu usitée dans la région.
Plus loin, après des mausolées restés anonymes, sur la gauche, on peut observer le mausolée Ali Nassafi (vers 1385), du nom de son architecte, avec des décors de motifs étoilés à l'extérieur, des ornements en stalactites à l'intérieur. Viennent ensuite le mausolée Ouloug Sultan Begoum (vers 1385), puis le mausolée de l'émir Bourondouk, général de Tamerlan.
Sur le même côté, on trouve la mosquée et le mausolée de Touman Aka (1404-1405), épouse de Tamerlan, le mausolée Khodja Ahmed (vers 1350, donc l'un des plus anciens, qui a pu servir de modèle pour le reste de la nécropole) et le mausolée de Koutloug Aka (1361), autre épouse de Tamerlan. Tous ces édifices sont de forme cubique, portant une coupole sphéro-conique posée sur de hauts tambours, avec des façades à portails décorés de muqarnas, revêtus de céramiques finement décorées.
Enfin, la voûte d'un portique conduit à la mosquée Koussam Ibn Abbas, composé d'un rectangle à trois coupoles. Le mihrab est décoré d'une mosaïque de faïence bleue. La chambre des pèlerins, décorée de  carreaux vernissés, est surmontée d'une coupole divisée en huit panneaux différents ; la tombe de Koussam Ibn Abbas dans la chambre mortuaire, est couverte de majolique colorée.

## Galerie

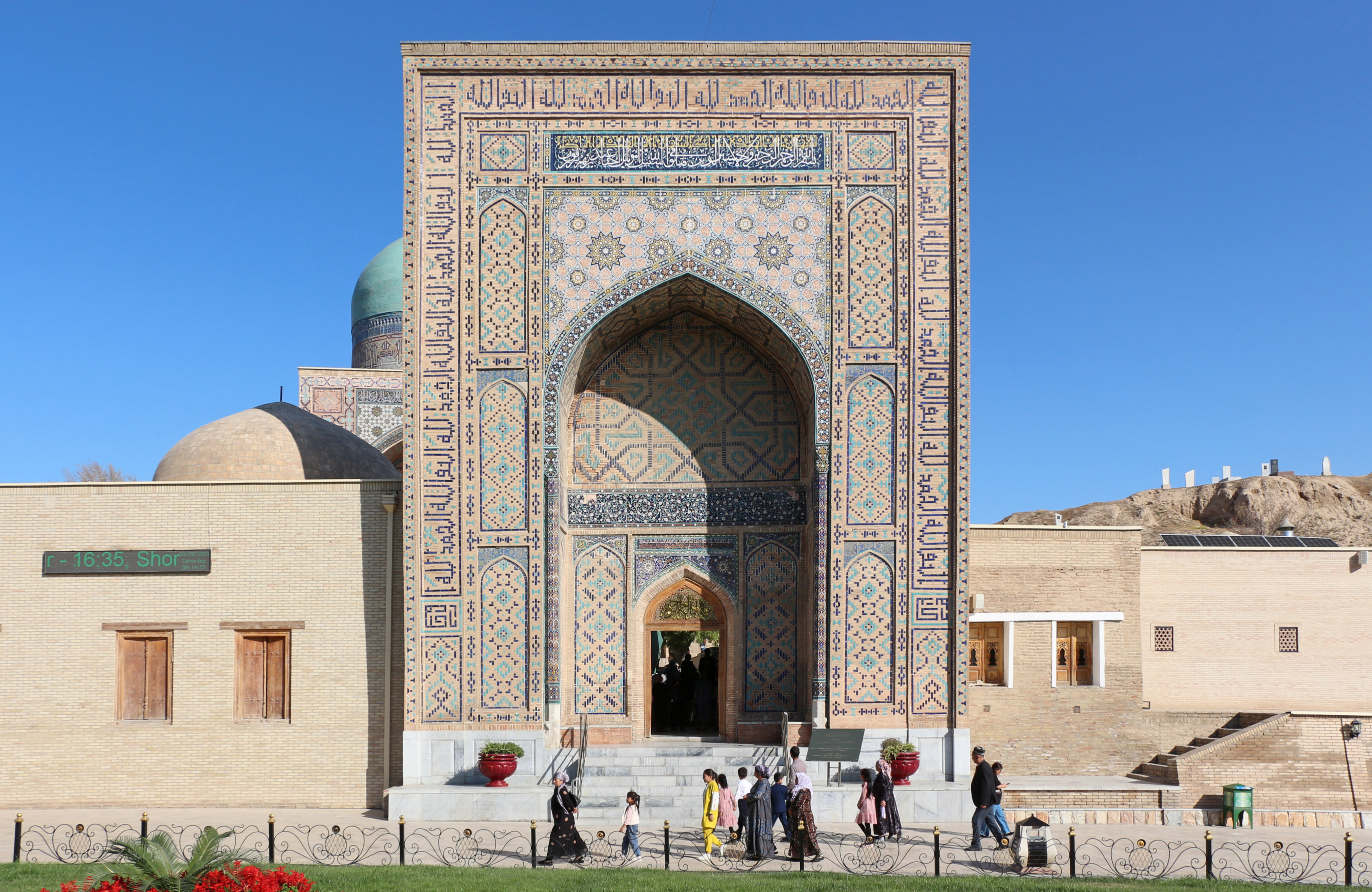
Entrée principale de la nécropole.
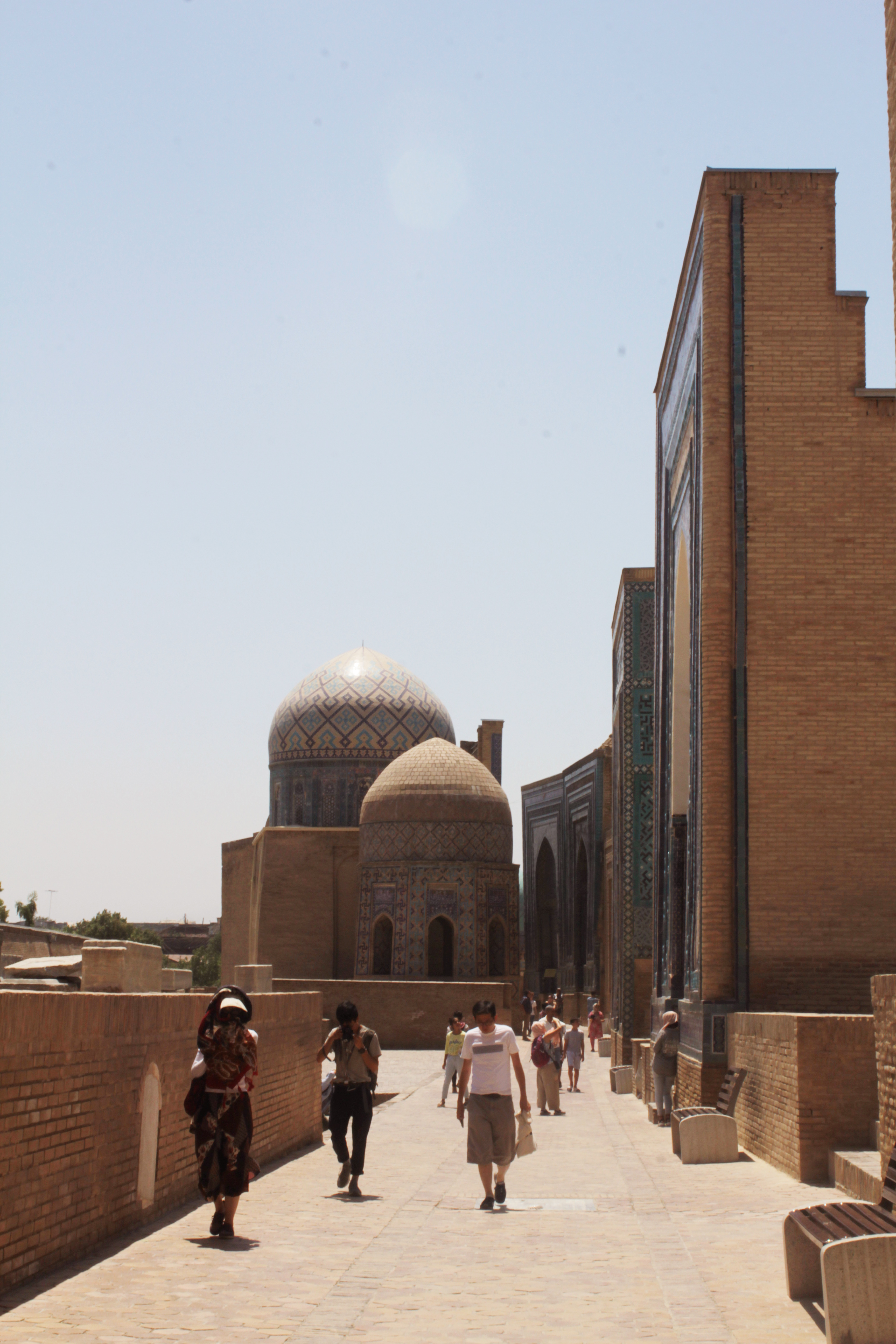
Allée principale de la nécropole.
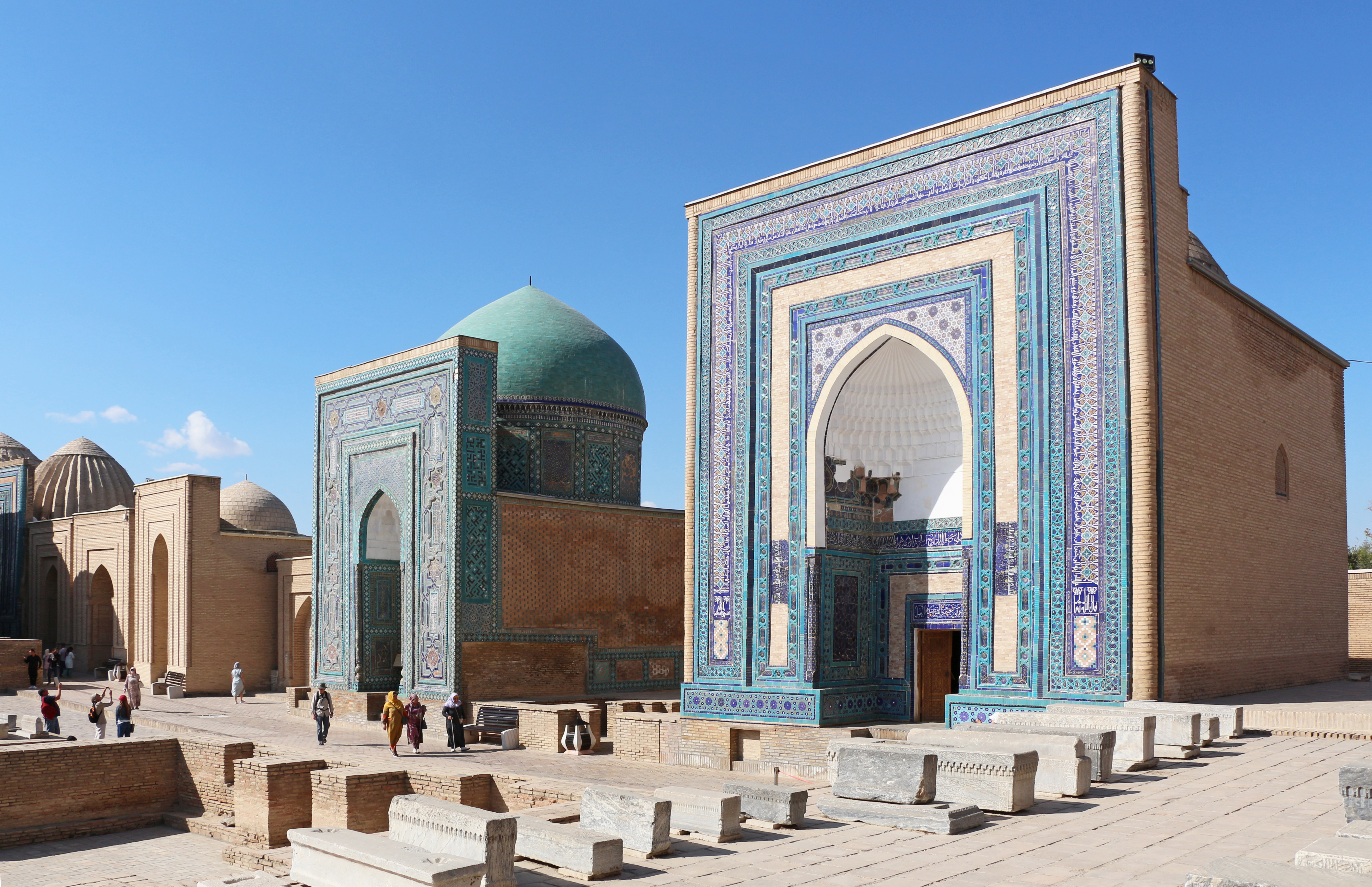
Mausolée de Ali Nasafi et Mausolée inconnu No 2.
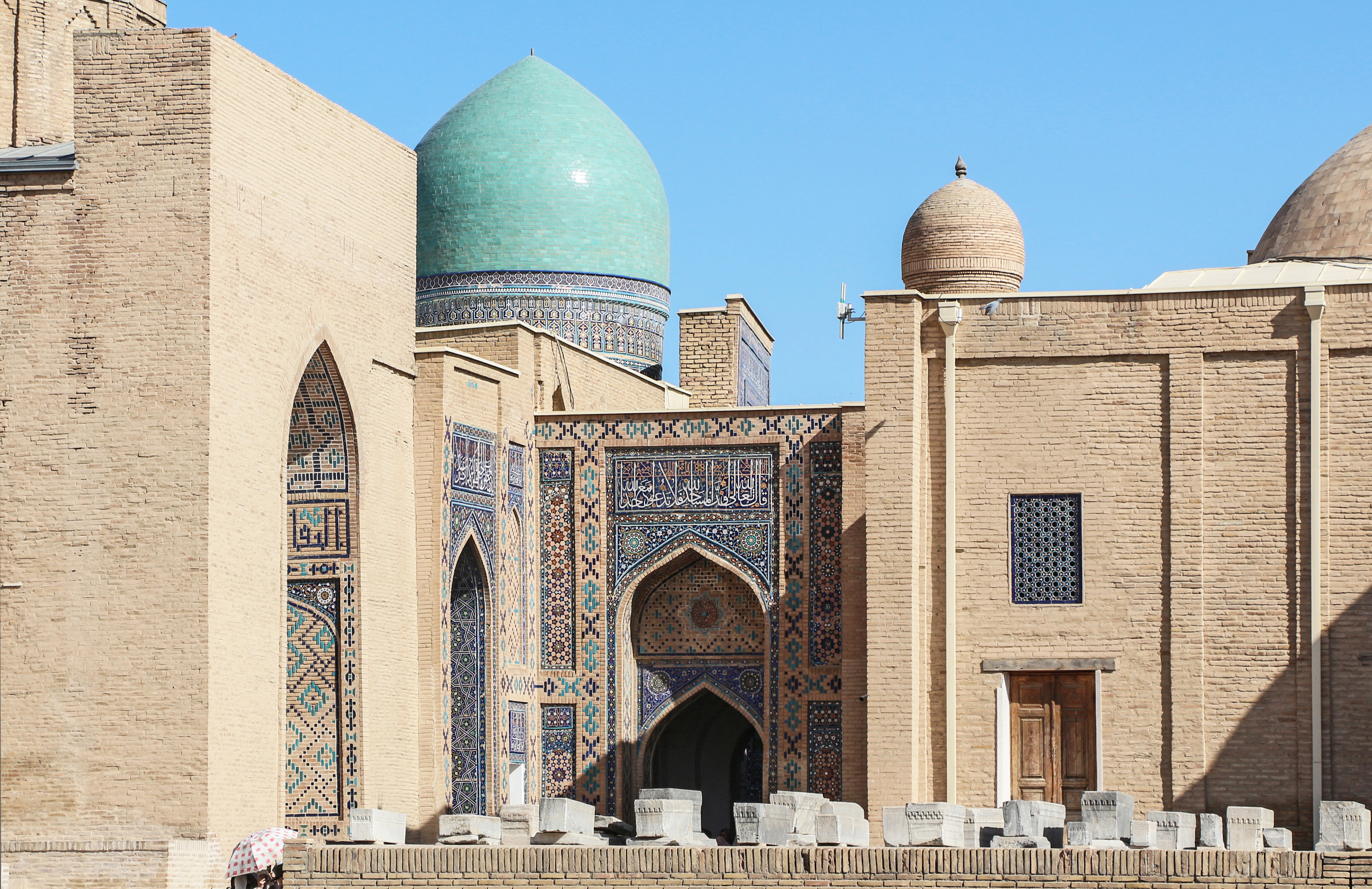
Complexe Tuman Aka.
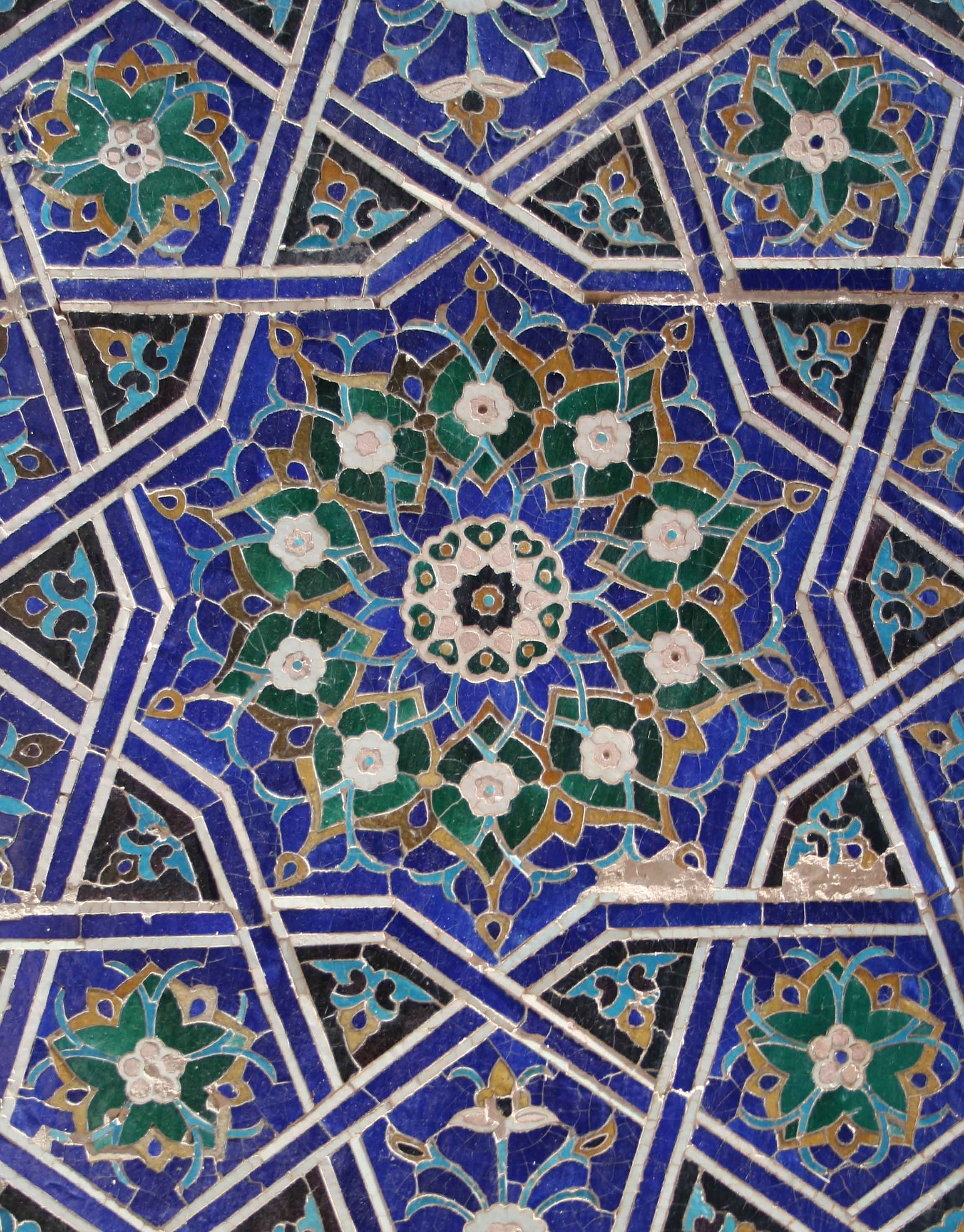
Mausolée de Tuman Aka (détail).
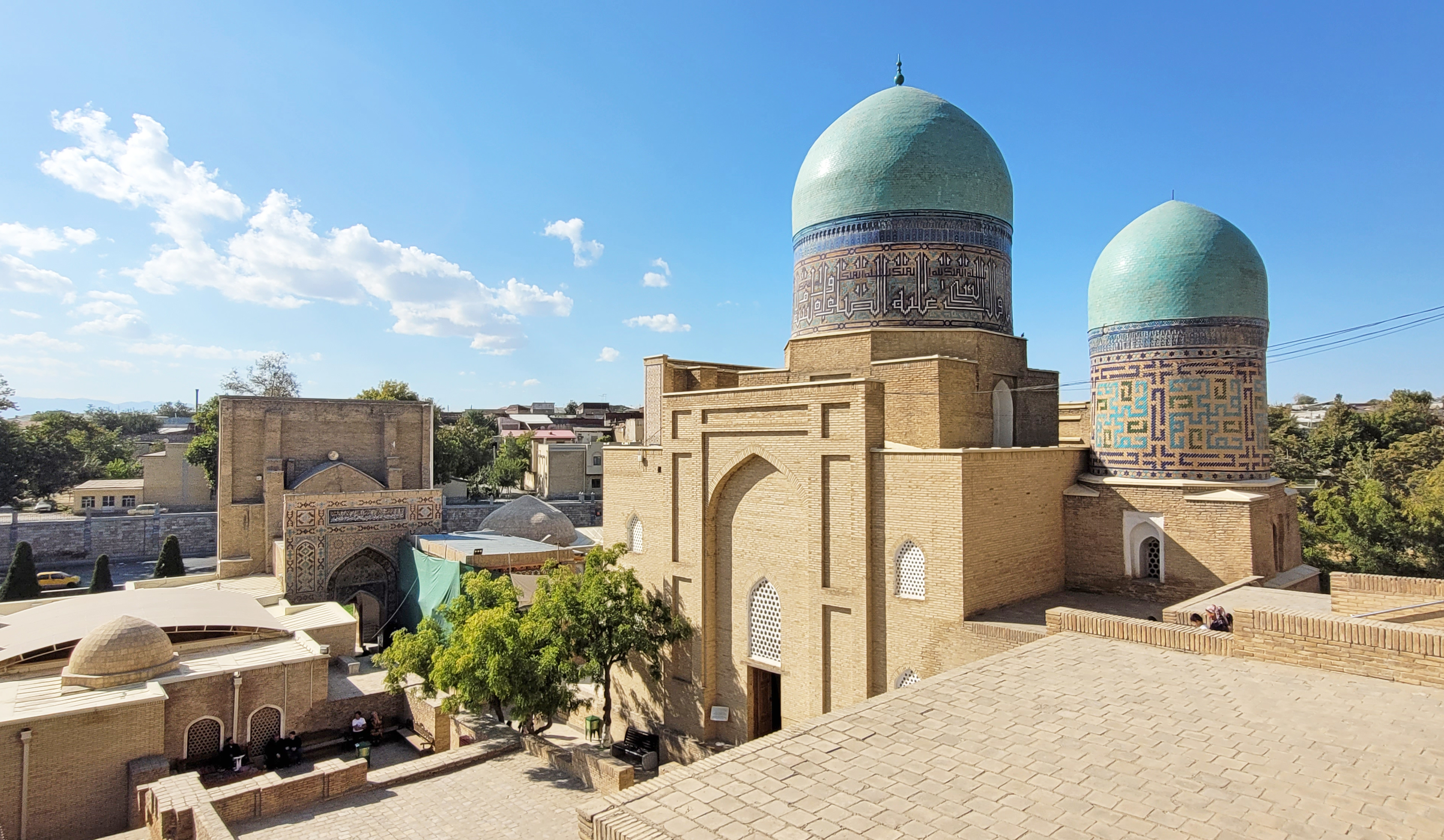
Mausolée de Qadi-Zadeh Roumi.
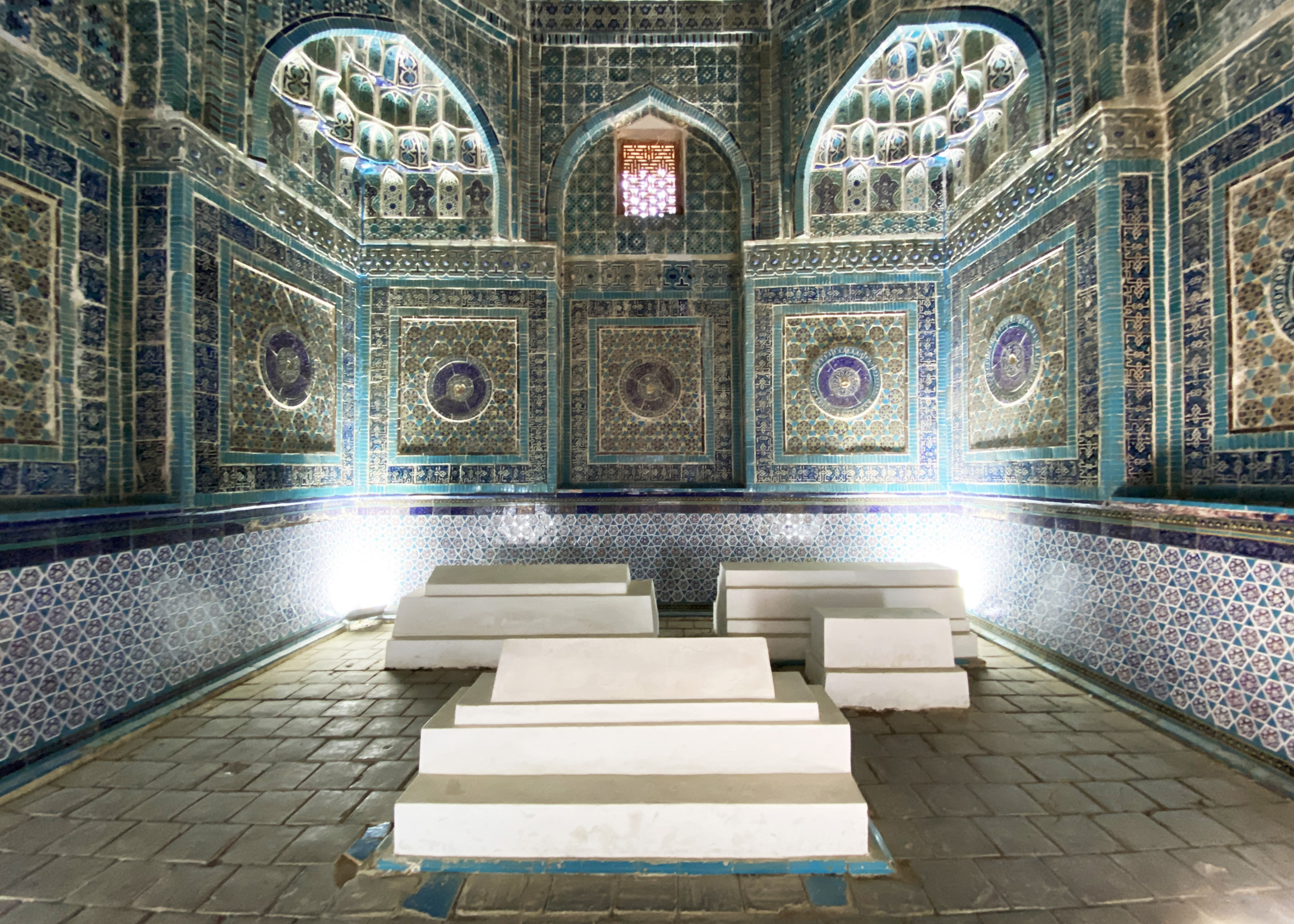
Mausolée de Chadi Moulk Aka.
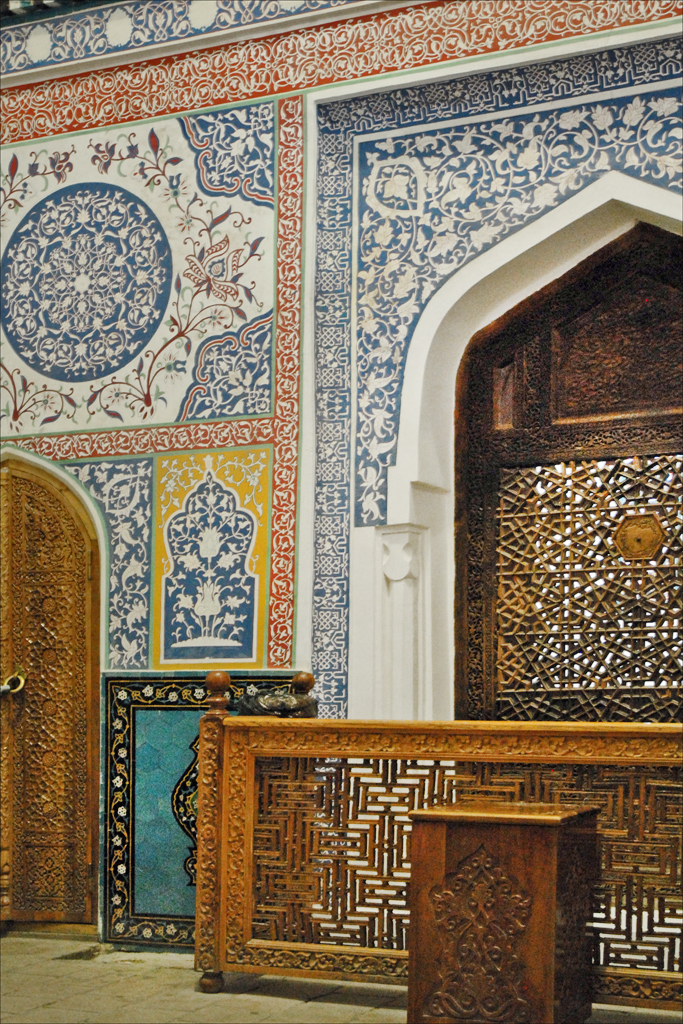
Tombeau de Koussam Ibn Abbas.
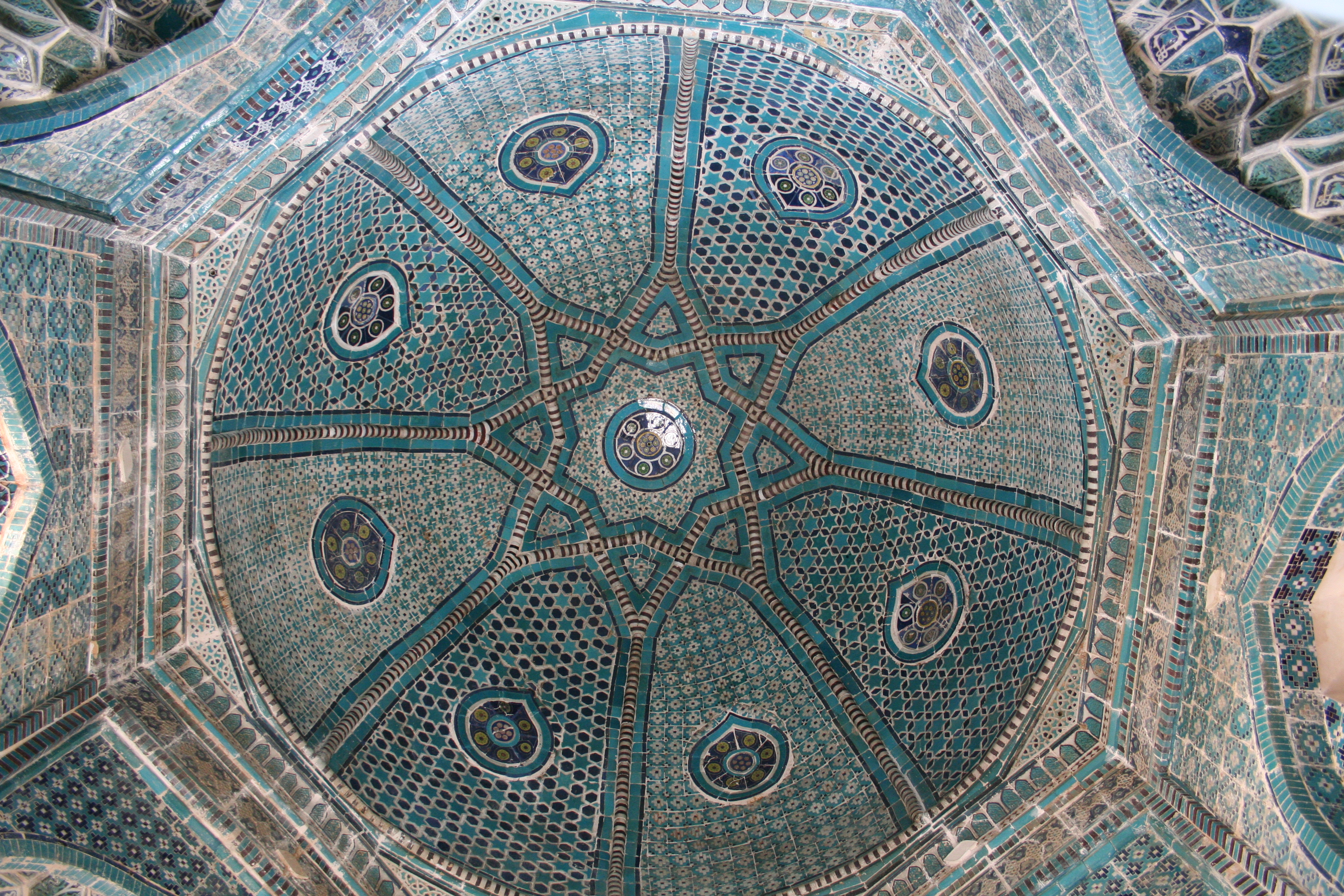
Dôme du tombeau de Koussam Ibn Abbas.
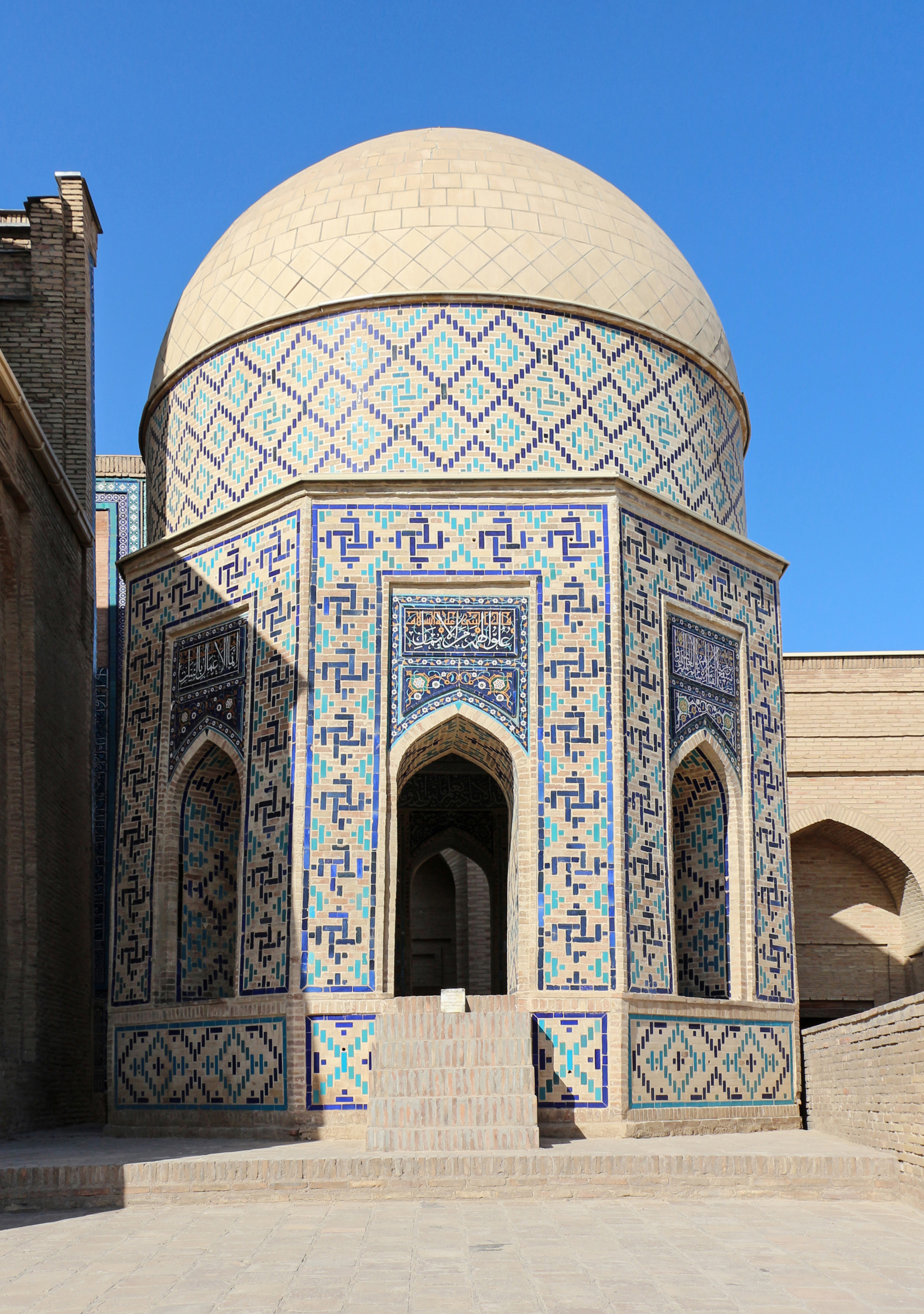
Mausolée octogonal.